# NGC 6931
NGC 6931 é uma galáxia espiral (Sb) localizada na direção da constelação de Capricornus. Possui uma declinação de -11° 22' 08" e uma ascensão recta de 20 horas, 33 minutos e 41,4 segundos.
A galáxia NGC 6931 foi descoberta em 1886 por Frank Leavenworth.